# Manal Al Dowayan
Manal Al Dowayan (àrab: منال الضويان, Manāl aḍ-Ḍawayān) (Dhahran, Aràbia Saudita, 1973) és una artista i fotògrafa contemporània saudita, coneguda per la instal·lació de la peça artística Suspended Together a l'exposició de la Barjeel Art Foundation el 2011. Ha exhibit les seves obres en festivals com Soft Power 2012 a l'Alan Art Center de Riad o al Journey Belonging, el 2013 una exposició a l'Athr Gallery de Jiddah o al 100 Masterpieces of Modern and Contemporary Arab Art de París l'any 2017. La seva fotografia posa el focus en la progressió i la funció de les dones dins de la societat saudita. Fou inclosa a la llista de les 100 dones de la BBC de l'any 2019.

## Biografia
Al Dowayan va néixer el 1973 a Dhahran, a l'orient de la península Aràbiga. Va anar a la universitat, i es va graduar del màster d'Anàlisi i Disseny de Sistemes. Començà a treballar en una empresa del món del petroli abans d'esdevenir fotògrafa professional i dedicar-s'hi exclusivament. Els seus primers treballs es van centrar en el paper de les dones al seu país i les qüestions polítiques envers els drets de les dones dins de la societat conservadora de l'Aràbia Saudita, posant de manifest les lleis que prohibeixen que les dones puguin viatjar, conduir o parlar en públic soles. Va traslladar-se a Londres, on hi resideix i estudià un màster de Pràctica d'Art Contemporani a l'Esfera Pública a la Universitat Reial d'Art de Londres.

## Fotografia
Les seves primeres fotografies són principalment en escala de grisos (blanc i negre), incloent-hi imatges de la seva col·lecció I AM collection, Drive-By Shootings, and Nostalgia Carries Us. La col·lecció I Am es va inspirar en una xerrada que va fer el rei Abdul·lah de l'Aràbia Saudita el 2005 quan va accedir al tron, en què parlava de la importància de la participació de les dones en la construcció i l'enriquiment de la societat saudita. Aquesta exposició va ser interpretada de diferents maneres, cosa que va comportar crítiques positives i negatives. Tanmateix, ella es va inspirar fotografiant científiques i enginyeres, que eren els col·lectius que el rei referenciava en el seu discurs; consistia en promoure i visibilitzar la importància de les dones i la seva creixent presència en aquests àmbits.
Les fotografies de l'exposició Drive-By Shootings (2011) manifestaven la dificultat de les artistes saudites en el moment de fer la seva feina per les restriccions governamentals, puix no són ben vistes com a figures públiques. Com a dona no pot accedir legalment a la conducció, però mentre un home condueix ella fotografia des del seient del copilot amb el vehicle en marxa. Aquestes imatges són borroses perquè vol manifestar que com a dona no pot sortir del cotxe per a crear el seu art, sinó que està subjecta a mantenir un comportament de submissió a l'home en el seu procés creatiu.

## Instal·lacions artístiques
El 2012, Al Dowayan presentà una instal·lació a la mostra We Need to Talk, a l'Edge Of Arabia de Jiddah. L'espectacle posà de relleu la necessitat d'una reforma progressiva a l'Aràbia Saudita, tal com ho interpreten els artistes. En aquell moment, fou la més gran i més radical exposició d'artistes saudites contemporanis, que van córrer el risc de patir una reacció política per llurs expressions artistíques contràries al règim.
Esmi My Name mostrava grans taulons de fusta d'auró amb noms de dones pintats, penjats d'una corda de llana teixida per dones beduïnes. Els saudites creuen que pronunciar el nom d'una dona en públic és un tabú vergonyós que arrossega les dones saudites a la foscor i els lleva la seva pròpia identitat, que segons Al Dowayan "està profundament lligada a diversos elements de la personalitat d'un individu, un dels quals és el nom" i que per aquest motiu va decidir fer públics els noms de les dones dins de la seva obra. Aquest treball va pretendre qüestionar i canviar el rol i el tractament de les dones a la societat saudita.

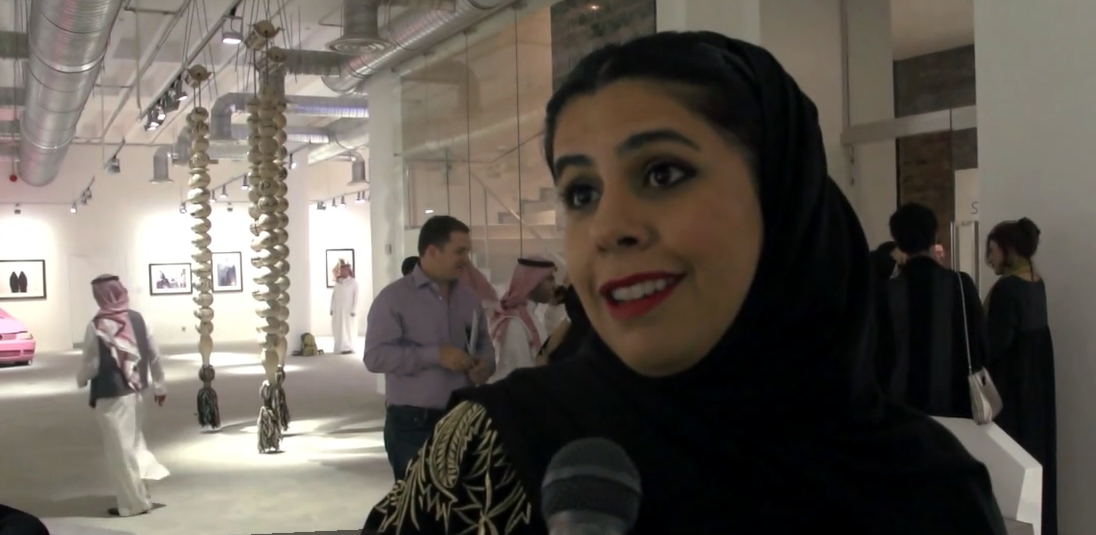
Manal Al Dowayan, inaugurant la seva exposició Suspended Togerher a la Barjeel Art Foundation, el 2011.

Una de les altres obres conegudes de Manal Al Dowayan és Suspended Together (2011), una sèrie que consisteix en dos-cents coloms blancs de fibra de vidre penjades al sostre. Cada colom reproudeix un permís de viatge que totes les dones saudites han de tenir per a poder viatjar, aprofitant el simbolisme del colom amb la llibertat. Aquest certificat ha de ser emès i firmat pel seu tutor (pare, germà o espòs). Els certificats que ella va triar per a reproduir van ser enviats per dones àrabs. Els certificats, que oscil·len entre sis mesos i seixanta anys d'antiguitat, documenten la història de la restricció dels drets de les dones. Al Dowayan va descriure la seva obra així: "En aquesta instal·lació de coloms exploro el concepte de moviment suspès. Moltes dones destacades de l'Aràbia Saudita, meravelloses científiques, educadores, enginyeres, artistes o líders han donat els seus papers perquè siguin inclosos en aquesta obra d'art. Aquestes dones estan obrint nous camins i assoliments per a la seva societat, però quan es tracta de viatjar segueixen sent tractades com un estol de coloms suspesos".

## Obres
- Home Ground Contemporary Art from the Barjeel Art Foundation[8]
- Color and Line - The Naqvi Collection
- "Hitting the Road (Driving)" - Manal Al Dowayan - "The Forecast Issue: A View Beyond The Horizon"
- "I Am" – Manal Al Dowayan, el número especial "Visual Research and Social Justice" de Studies in Social Justice Journal.
- Imperfect Chronology: Arab Art from the Modern to the Contemporary - Works from the Barjeel Foundation - editat per Omar Kholeif i Candy Stobbs - publicat per Whitechapel Gallery, Londres, 2015[9]
- Do It - editat per Hans Ulrich Obrist i Hoor AlQassimi - publicat per la Sharjah Art Foundation, 2016[10]

## Premis
- 2014: Premi d'Art Dones Àrabs[11]
- 2019: 100 Women (BBC)[2]